# Nišitani Keidži
Nišitani Keidži (Japonsko: 西谷 啓治), japonski akademik, univerzitetni profesor in filozof Kjotske šole, * 27. februar 1900, Udetsu, Japonska, † 24. november 1990, Kjoto. 

## Življenje

### Zgodnje življenje in šolanje
Nišitani Keidži se je rodil februarja 1900 v kraju Udetsu, blizu Nota, v prefekturi Išikawa ob Japonskem morju. Pri sedmih letih se je z družino preselil v Tokio. Pri štirinajstih letih, mu je za tuberkulozo umrl oče, sam pa je dolga leta trpel za isto boleznijo. Ko je prvič poskusil vstopiti na prestižno srednjo šolo Daičii, so ga zaradi bolezni zavrnili. Na okrevanje je bil poslan na severni otok Hokaido, kjer se je prvič srečal z romani Nacumeja Sosekija, v katerih ga je pritegnilo sklicevanje na zenovsko stanje duha. Sosekijevi romani so takrat močno vplivali na japonske intelektualce, ki so se znašli ujeti med privlačnostjo zahodne kulture in njihovo navezanostjo na tradicionalne japonske vrednote. Po vrnitvi in popolnem okrevanju se mu je v poskusu uspelo pridružiti Daičiju. V šoli je nadaljeval z branjem knjig iz najrazličnejših kultur in časovnih obdobij. Tako je naključno naletel na delo Kitara Nišide z naslovom »Misli in izkušnje,« ki takrat še ni bilo poznano, vendar je hitro postal eden od Nišitanijevih vzornikov in učiteljev. Vendar to ni bilo srečno obdobje v Nišitanijevem življenju, saj se v svojih delih pogosto sklicuje na globok občutek obupa in obdanosti z nesmiselnostjo; »Zame je bil to čas, poln izjemnih težav zaradi različnih zunanjih dogodkov. V meni se je naselil občutek obupa, ki se ga nisem mogel otresti. Vse je bilo videti prazno in nečimrno, počutil sem se kot neskončen pust veter, ki piha skozi mojo notranjost.« . Nišitani se je po končani srednji šoli in po opustitvi prvotnega načrta študija prava, znašel pred razpotjem treh možnih življenjskih poti: lahko bi postal zenovski menih, se pridružil utopični skupnosti, imenovani »Novo mesto«, ali študiral filozofijo. Izbral je slednjo in se vpisal na Univerzo v Kjotu, kjer je študiral pri Nišidi in Tanabeju.

### Študij in kariera
Nišitani je leta 1924 diplomiral na univerzi v Kjotu z diplomsko nalogo z naslovom »Das Ideale and das Reale bei Schelling und Bergson«. Po nekaj letih poučevanja na lokalnih srednjih šolah je leta 1928 pridobil mesto predavatelja na univerzi Otani, 1932 pa mesto predavatelja na univerzi v Kjotu. V tem času je ohranil zanimanje za Schellinga in prevedel dve njegovi knjigi v japonščino. Njegovo zanimanje se je kmalu vrnilo k misticizmu in leta 1932 je izšlo njegovo delo »Zgodovina mistike«, ki je uveljavilo njegov ugled v akademskih krogih.
Nišitanijevo zanimanje za zen se je vrnilo leta 1936, ko ga je začel vaditi v templju Rinzai Zen Shokoku-ji v Kjotu pod mojstrom Yamazakijem. Zen mu je pomagal pri razumevanju Nišidovih del, saj naj bi takrat prvič rekel, da razume, kaj Nišida misli z 'neposredno izkušnjo'. Zen je postal stalna značilnost njegovega življenja. Rad je trdil, da je šlo za 'razmišljanje in nato sedenje, sedenje in nato razmišljanje'.
Leta 1937 je Nišitani prejel štipendijo ministrstva za izobraževanje. Prvotno jo je nameraval uporabiti za študij pri Henriju Bergsonu v Parizu, vendar se je to zaradi Bergsonovega slabega zdravja izkazalo za nemogoče. Odločil se je raje za Freiburg, kjer je dve leti študiral pri Martinu Heideggerju, ki je takrat predaval o Nietzscheju. Nišitani je tam imel govore o »Tako je govoril Zaratustra« in o mojstru Eckhartu.
Leta 1943 je bil Nišitani imenovan za predsednika oddelka za religijo na Univerzi v Kjotu, dve leti kasneje pa je s pomočjo Nišide prejel doktorat z disertacijo z naslovom »Prolegomena k filozofiji religije«. Leta 1941 je objavil politično angažirano delo –Pogled na svet, pogled na narod– ki je bilo zelo dobro sprejeto in uspešno. V skladu s pojmom, da je zares resnično, fenomenalno in zato zgodovinsko, kot je tudi Nišida rekel, je Nišitani to videl kot svojo odgovornost, da pomaga japonskim intelektualcem, da se zavejo nujnosti razvoja zdravega razuma in prakse narodnosti. Še pred sto leti je bila Japonska fevdalna družba, ki je bila ločena od preostalega sveta in ko se je ta samota končala, je padla v past militarizma, s skoraj 50 leti trajnega vojnega stanja. Knjiga naj bi postavila temelje, na katerih bi lahko zgradili zdrav občutek narodnosti z enakega stališča praznine, kot je bila določena za posameznike. Prav ta želja po razsvetlitvi politične in vojaške elite je Nišitanija spodbudila k sodelovanju v čuokorenskih razpravah (Chukoren Discussions), ki so jih v mornarici določili nadrejeni, da bi zmerjali nacionalizem generalov na čelu vojske. Nišitanijevo delo, Čuokorenski Dnevnik, je bilo zaradi tega cenzurirano in na koncu leta 1944 prekinjeno, saj je bilo preveč liberalno, sam Nišitani pa je bil pod nadzorom posebne višje policije.
Po koncu vojne je bil skupaj z drugimi višjimi akademiki obtožen, podpiranja vojne vlade, zato so mu ameriške okupacijske sile prepovedale poučevanje ali opravljanje katere koli javne vloge. Do ponovne zaposlitve leta 1952 je preteklo pet let, takrat pa se je znova soočil z nihilizmom. V svojem delu Nihilizem (1949) se osredotoča na evropsko in svetovno zgodovino, kjer meni, da je bistvo Nietzschejeve misli to, da predstavlja zamenjavo platonizma, ki obsega tako metafiziko kot tudi etiko. V teh letih sta izšli tudi študiji o Aristotelu ter Bogu in absolutnem niču, ki ju je Tanabe Hajime pozdravil kot »mojstrovine«. Nišitani je šele potem, ko je bil ponovno sprejet na delovno mesto na univerzi v Kjotu, napisal eseje, ki so bili kasneje objavljeni pod japonskim naslovom »Shūkyō to wa nanika«, kar pomeni »Kaj je religija«. Dobesedni pomen naslova, se je ohranil v nemškem prevodu »Was ist Vera?" vendar je bil spremenjen v »Religion and Nothingness« za angleški prevod Jana Van Bragta.
Nišitani se je leta 1963 upokojil z univerze v Kjotu, nato pa se je vrnil na univerzo Otani kot profesor filozofije in religije. Postal je tudi predsednik East Buddhist Society, poučeval je na Univerzi v Hamburgu kot gostujoči profesor in bil glavni urednik The Eastern Buddhist. Ker je živel v Kjotu, je bil pogosto vabljen k sodelovanju na številnih javnih predavanjih in udeležbi na razpravah in okroglih mizah tako na Japonskem kot v tujini. Aprila 1984 je na fakultetah Smith in Amherst potekal simpozij o veri in niču, ki se ga Nišitani ni mogel udeležiti, ker je bila njegova žena v bolnišnici. Namesto tega je poslal prispevek »Srečanje s praznino«. Prispevki, ki so jih predstavili učenjaki, ki so govorili na tem simpoziju, so bili objavljeni v The Religious Philosophy of Nishitani Keiji, ki ga je leta 1989 uredil Taitetsu Unno.
Nišitani je umrl v Kjotu novembra 1990. Njegova smrt je sprožila val zanimanja, ne samo za njegova dela, ampak tudi za dela drugih filozofov kjotske šole, kar je povzročilo množico prevodov in objav njihovih del v naslednjih letih

## Misel
Biografske podatke o Nišitaniju je iz njegovih izbranih del in osebnih dokumentov, zbral James W. Heisig, nekdanji direktor Inštituta Nanzan za vero in kulturo v Nagoji. Po Heisigovem branju je Nišitanijeva filozofija imela značilno versko in subjektivno ugibanje, ki je Nišitanija prikazala skoraj kot eksistencialista in mistika. Heisig nadalje trdi, da je Nišitani, »stilsko nadrejeni Nišida«, v svojem delu združil zensko poezijo, vero, književnost in filozofijo, da bi pomagal pri postavitvi težkih temeljev za osvoboditev japonskega jezika, na podoben način kot Blaise Pascal ali Friedrich Nietzsche. Heisig trdi, da se je Nišitani za razliko od Nišide, ki naj bi se osredotočil na izgradnjo filozofskega sistema in ki se je proti koncu kariere začel osredotočati na politično filozofijo, osredotočil na razmejitev stališča, s katerega bi lahko razsvetlil širši spekter tem, in pisal več o budističnih temah proti koncu kariere.
V delih, kot je Religija - kjer Nišitani z evropsko filozofsko mislijo, krščanstvom ter vprašanji novoveške znanosti, razvija budistično filozofijo praznine -  in Ničenost, se Nišitani osredotoča na budistični izraz Śūnyatā (praznina/ničnost) in njegov odnos do zahodnega nihilizma. V nasprotju z zahodno idejo kot odsotnost pomena Nišitanijevega Śūnyatā se nanaša na sprejetje anatta, enega od treh pravih razumevanj na plemeniti osemkratni poti in zavrnitev ega, da bi prepoznali Pratītyasamutpāda, da bi bili eno z vsem. "Vse stvari, ki so na svetu, so povezane skupaj, tako ali drugače. Niti ena stvar ne pride v poteh brez nekega odnosa do vsake druge stvari."  Vendar pa je Nišitani samega sebe vedno razumel kot filozofa, ki je v duhu povezan z Nišido, kolikor je učitelj – vedno upogiban na temeljne probleme navadnega življenja – želel oživiti pot življenja, ki so jo že hodili starodavni predhodniki, predvsem v zenski tradiciji. Tudi Heisigova branja Nišitanija kot "eksistencialista" ne more prepričati ob Nišitanijevi kritiki o eksistencializmu – kritiki, ki je v svoji bistveni usmeritvi hodila po stopinjah Nišidinega »Preiskovanja dobrega« (Zen no Kenkyū).
Med številnimi Nišitanijevimi deli v japonščini so naslednji naslovi: Božanskost in absolutna negacija (Kami to zettai Mu; 1948), Študije Aristotela (Arisutoteresu ronkō; 1948); Vera, politika in kultura (Shūkyō to seiji to bunka; 1949); Različne težave in religija sodobne družbe (Gendai shakai no shomondai to shūkyō; 1951); Glede budizma (Bukkyō ni tsuite; 1982); Nishida Kitaro: Človek in misel (Nishida Kitarō, sono hito to shisō; 1985); Stališče Zen (Zen no tachiba; 1986); Med vero in ne religijo (Shūkyō do hishūkyō no aida; 1996). Njegova pisna dela so bila urejena v 26-volume zbirko Nišitani Keiji Chosakushū (1986-1995).

## Seznam najbolj znanih del
CW1: Filozofija temeljne subjektivnosti, 1. del [根源的主体性の哲学 正] (Tokyo: Kōbundō [弘文堂], 1940)
I. del: Vera in kultura [宗教と文化]
·       "Religija, zgodovina, kultura" [宗教・歴史・文化], (Tetsugaku Kenkyū [哲学研究], št. 250, januar 1937)
·       "Sodobna zavest in religija" [近代意識と宗教], (Keizai Ōrai [経済往来], 10. del, 7.del, julij 1935)
II. del: Zgodovina in narava [歴史と自然]
CW2: Filozofija temeljnega subjektivnosti, 2. del  [根源的主体性の哲学 続]
III. del: Misel in želja [思惟と意志]
·       "O problemu zla" [悪の問題について] (Tetsugaku Kenkyū [哲学研究], 142. del, 1928)
·       "Razne misli o religiji" [宗教雑感] (Shisō [思想], št. 77, 1928)
CW4: Problemi in religija sodobne družbe [現代社会の諸問題と宗教]
I.del: Problemi in religija sodobne družbe [現代社会の諸問題と宗教]
·       "Vera, politika in kultura" [宗教と政治と文化] (Kyoto: Hōzōkan [法蔵館], 1949)
·       "Problemi in religija sodobne družbe" [現代社会の諸問題と宗教] (Kyoto: Hōzōkan [法蔵館], 1951)
II. del: Filozofija svetovne zgodovine in zgodovinske zavesti [世界史の哲学と歴史的意識]
·       "Filozofija svetovne zgodovine" [世界史の哲学]
·       "Svetovni in državniški nazor" [世界観と国家観] (Tokyo: Kōbundō [弘文堂], 1941)
·       "Zgodovinska zavest" [歴史的意識]
CW5: Študije Aristotela [アリストテレス論考] (Tokyo: Kōbundō [弘文堂], 1948)
CW6: Filozofija religije [宗教哲学]
·       "Religija in filozofija" [宗教と哲学]
·       "Uvod v filozofijo religije" [宗教哲学——研究入門]
·       "Marxizem in religija" [マルクシズムと宗教]
·       "Problem zla" [悪の問題]
·       "Budizem in krščanstvo" [仏教とキリスト教]
·       "Problem mitologije" [神話の問題]
·       "Znanost in religija"  [科学と宗教]
CW8: Nihilizem [ニヒリズム]
·       "Nihilizem" [ニヒリズム] (Tokyo: Kōbundō [弘文堂], 1949)
·       "Nihilizem in obstoj v Nietzscheju" [ニイチェにおけるニヒリズム＝実存]
·       "Ruski Nihilizem"  [ロシアの虚無主義] (Tokyo: Kōbundō [弘文堂], 1949)
CW9: Nišitanijeva in Tanabejeva filozofija [西田哲学と田辺哲学]
CW10: Kaj je religija: Eseji o religiji, 1. del [宗教とは何か——宗教論集I] (Tokyo: Sōbunsha [創文社], 1961)
·       "Kaj je religija?" [宗教とは何か]
·       "Osebnost in ne-osebnost v religiji" [宗教における人格性と非人格性]
CW11: Stališče Zena: Eseji o religiji, 2. del [禅の立場——宗教論集II] (Tokyo: Sōbunsha [創文社], 1986)